# Ian Macdonald
Ian Grant Macdonald (* 11. Oktober 1928 in London; † 8. August 2023) war ein britischer Mathematiker.

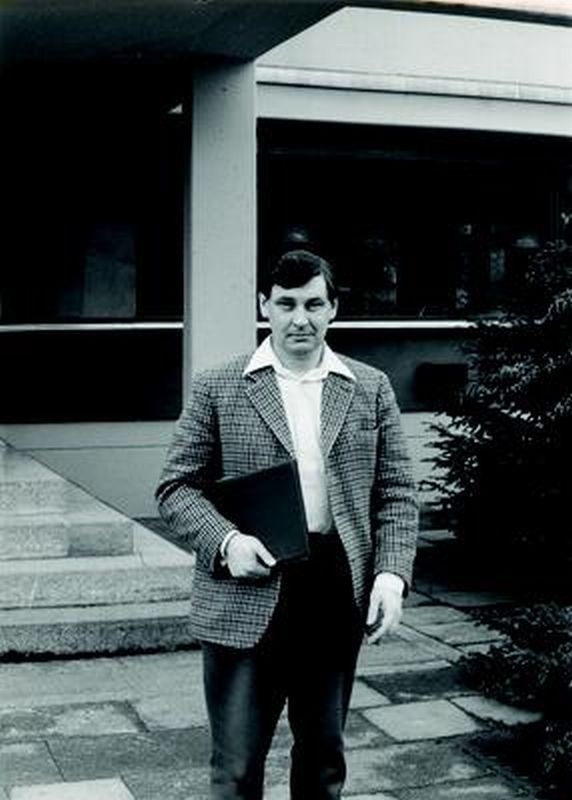
Ian Macdonald in Oberwolfach 1977

## Leben und Werk
Macdonald ging auf das Winchester College und studierte dann am Trinity College in Cambridge Mathematik mit einem Bachelor-Abschluss 1952. Danach ging er fünf Jahre in den öffentlichen Dienst (Ministry of Supply). 1957 wurde er Assistant Lecturer an der University of Manchester bei Max Newman. 1960 ging er an die University of Exeter und wurde 1963 Fellow des Magdalen College in Oxford. 1972 wurde er „Fielden Professor“ an der Universität Manchester, als Nachfolger von Frank Adams. 1976 wurde er Professor am Queen Mary and Westfield College der University of London.
Macdonald arbeitete zunächst über algebraische Geometrie und Jordanalgebren, dann über symmetrische Funktionen, orthogonale Polynome, Darstellungstheorie. Sein Buch Symmetric functions and Hall polynomials (1978) war einflussreich und ist sowohl Übersichtsdarstellung als auch Forschungsbericht. Bekannt wurde er für die Macdonald-Identitäten, die die Jacobischen Tripelprodukt-Identität formaler Potenzreihen erweitern und in Verbindung bringen mit Wurzelsystemen affiner Lie-Algebren. Das genaue Verständnis dieser Identitäten war ein wichtiger Antrieb in der Entwicklung der Darstellungstheorie der Kac-Moody-Algebren (unendlich dimensionale Lie-Algebren). Einflussreich waren auch einige von ihm aufgestellte Vermutungen über die kombinatorischen Eigenschaften von Wurzelsystemen, die Macdonald-Vermutungen, die Vermutungen von Freeman Dyson (1962, in Zusammenhang mit der Theorie von Zufallsmatrizen) verallgemeinern. Sie wurden 1995 von Ivan Cherednik bewiesen. Um 1987 führte er neue symmetrische Funktionen ein, die mit Wurzelsystemen von Lie-Algebren in Verbindung stehen, die Macdonald-Polynome.
1979 wurde er in die Royal Society gewählt. 1991 erhielt er den Pólya-Preis der London Mathematical Society. 2009 erhielt er den Leroy P. Steele Prize. Macdonald hielt 1998 einen Plenarvortrag auf dem ICM in Berlin (Constant term identities, orthogonal polynomials and affine Hecke algebras) und war 1970 Invited Speaker auf dem ICM in Nizza (Harmonic analysis on semi-simple groups). Er war Fellow der American Mathematical Society.

## Schriften
- Mit Michael Atiyah: Introduction to commutative algebra, Addison-Wesley 1969
- Algebraic geometry – introduction to schemes, Benjamin 1968
- Spherical functions on a group of p-adic type, Publications of the Ramanujan Institute, Madras 1971
- Notes on Schubert Polynomials, Montreal 1991
- Affine Hecke algebras and orthogonal polynomials, Cambridge Tracts in Mathematics, Bd. 157. Cambridge University Press, Cambridge, 2003
- Mit Roger Carter, Graeme Segal: Lectures on Lie groups and Lie algebras, London Mathematical Society Student Texts, Cambridge University Press 1995
- Symmetric functions and Hall polynomials, 1978, 2. Auflage, The Clarendon Press, Oxford University Press, New York, 1995
- Symmetric functions and orthogonal polynomials, American Mathematical Society, Providence, RI, 1998
- Affine Hecke Algebras and orthogonal polynomials, Cambridge University Press 2003
- Affine Root Systems and Dedekind's η-Function, Inventiones Mathematicae, Bd. 15, 1972, S. 91–143, Online